# Muñana
Muñana è un comune spagnolo di 537 abitanti situato nella comunità autonoma di Castiglia e León.